# الی سابیا
الی سابیا (به پرتغالی: Eli Sabiá Filho) مدافع اهل برزیل است که در شهر Mogi Guaçu و در تاریخ ۳۱ اوت ۱۹۸۸ به دنیا آمده‌است.
الی سابیا در تیم‌های فوتبال Paulista سابقهٔ حضور دارد.